# Hydrocynus
Genre
Hydrocynus est un genre de poissons d'eau douce de la famille des Alestidae.

## Liste d'espèces
Selon FishBase (05 juin 2015):
- Hydrocynus brevis (Günther, 1864)

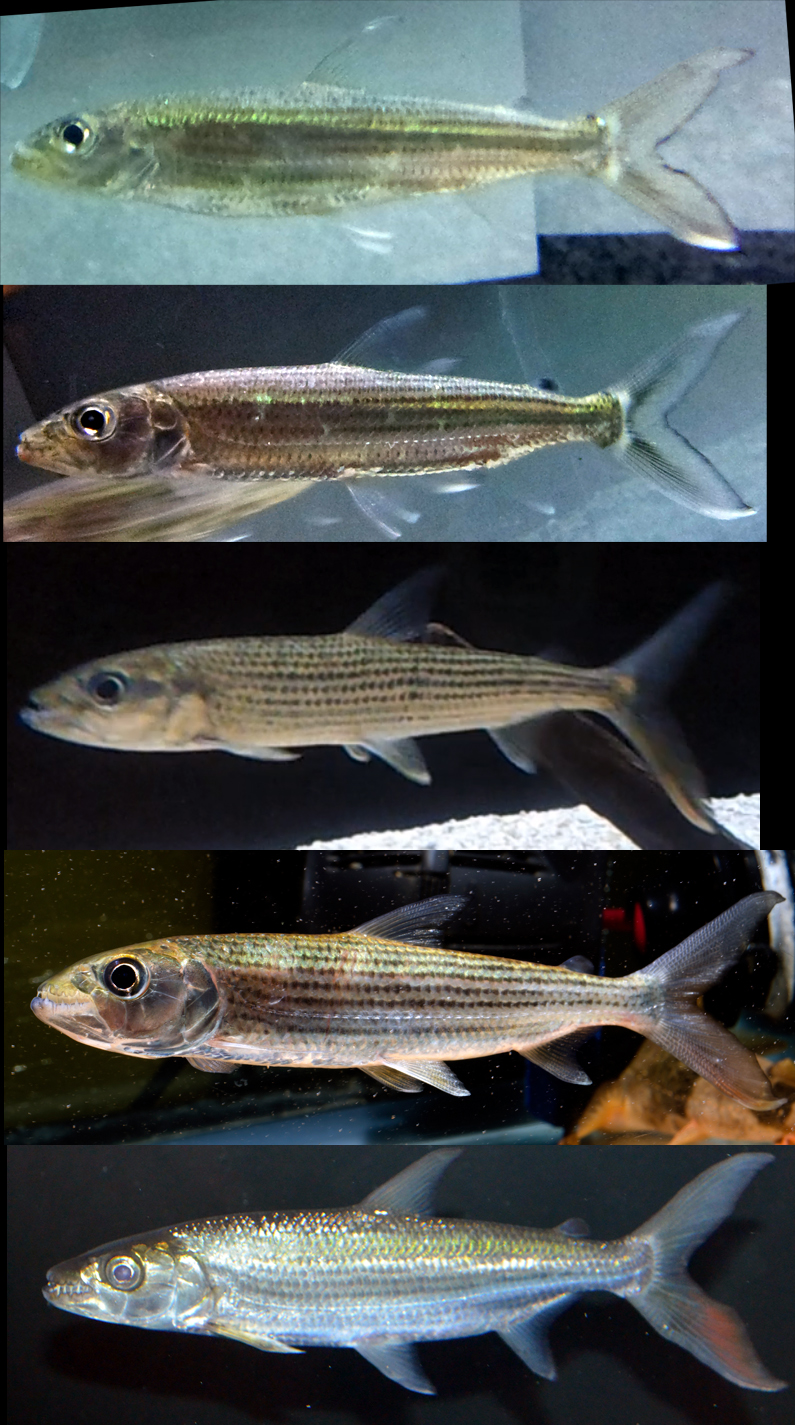
Hydrocynus comparaison

- Hydrocynus forskahlii (Cuvier, 1819)
- Hydrocynus goliath (Boulenger, 1898)
- Hydrocynus somonorum (Daget, 1954)
- Hydrocynus tanzaniae Brewster, 1986
- Hydrocynus vittatus Castelnau, 1861

## Galerie

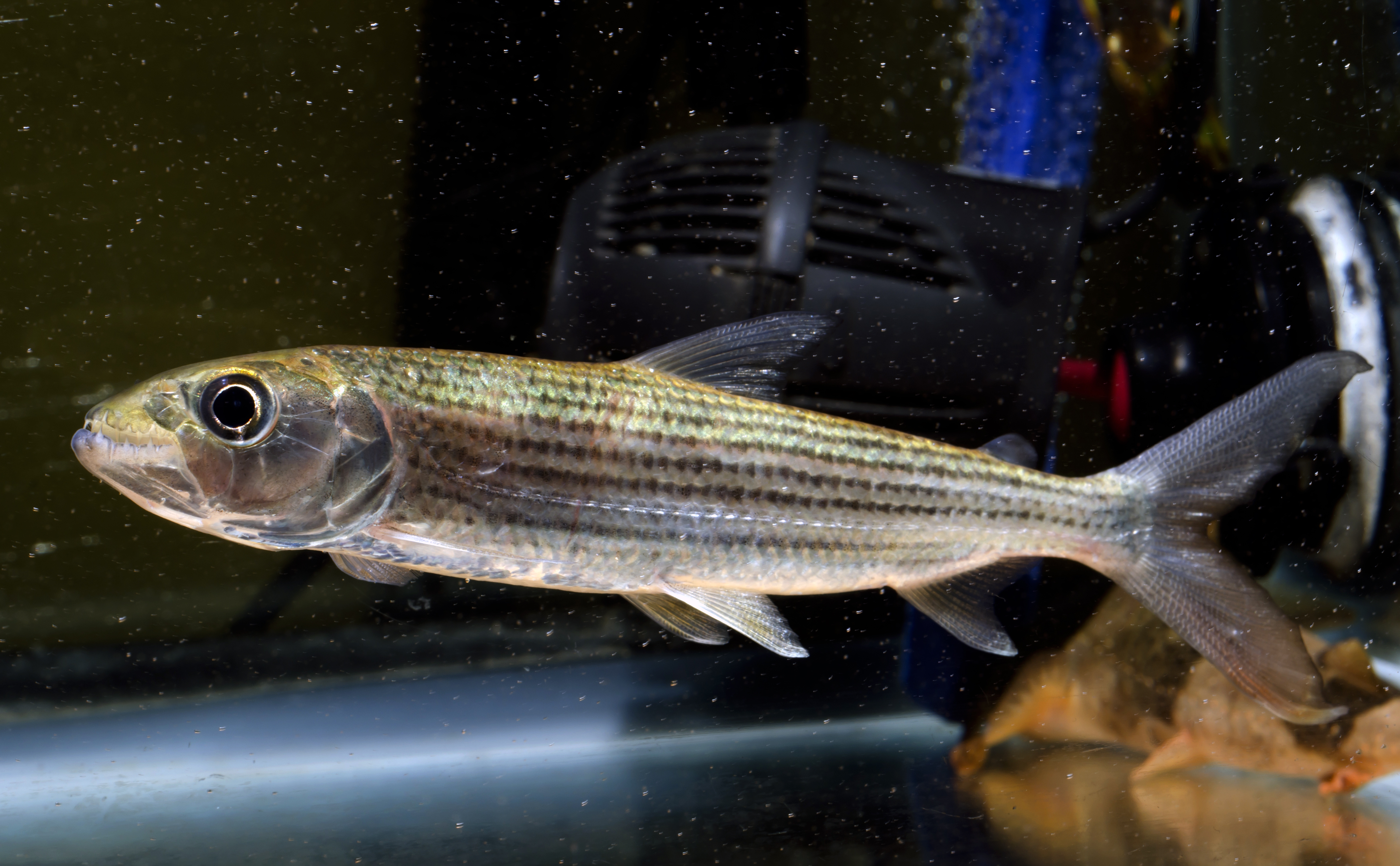
Hydrocynus brevis
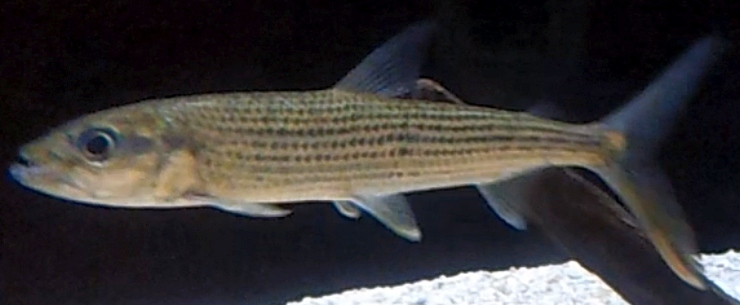
Hydrocynus forskahlii
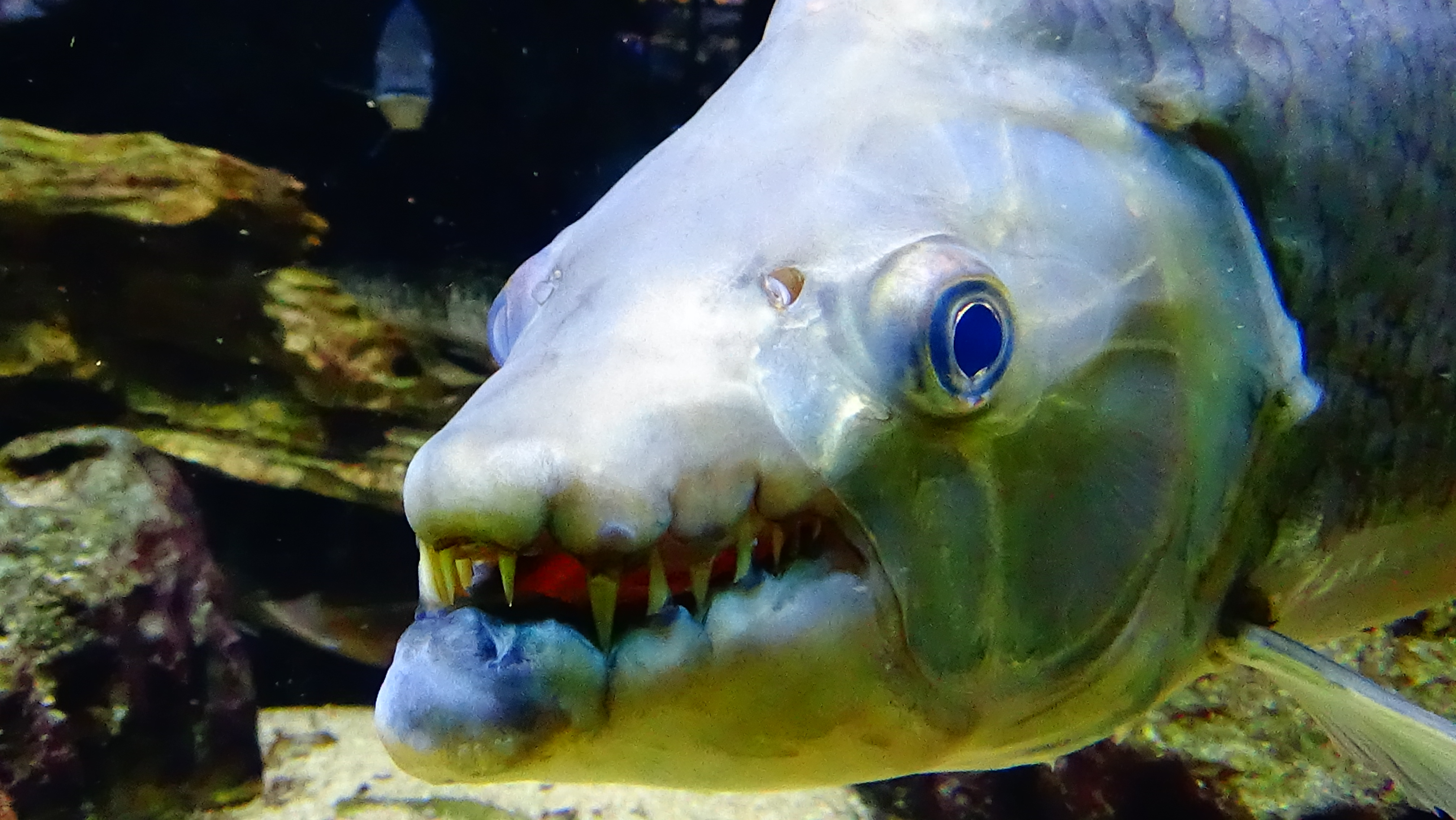
Hydrocynus goliath
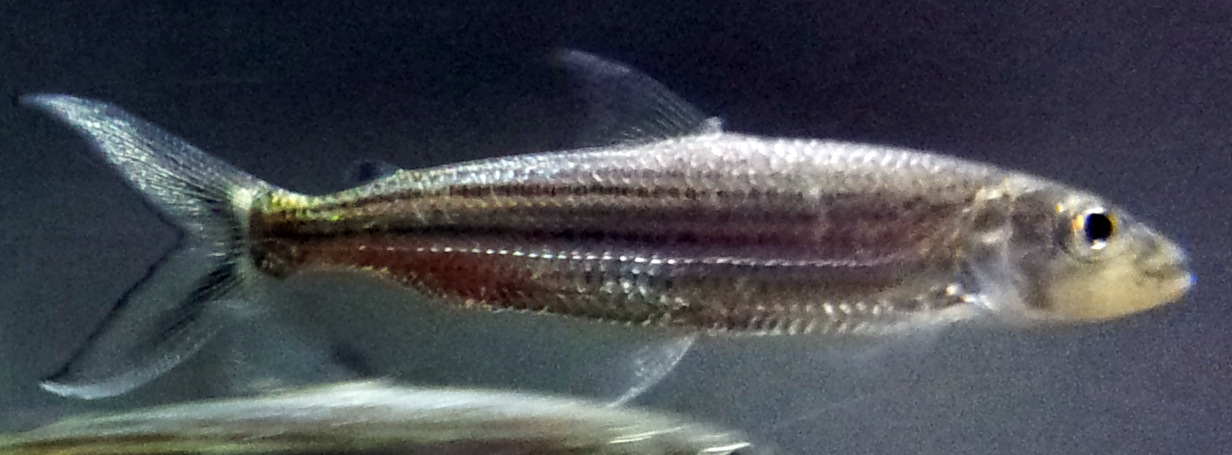
Hydrocynus tanzaniae
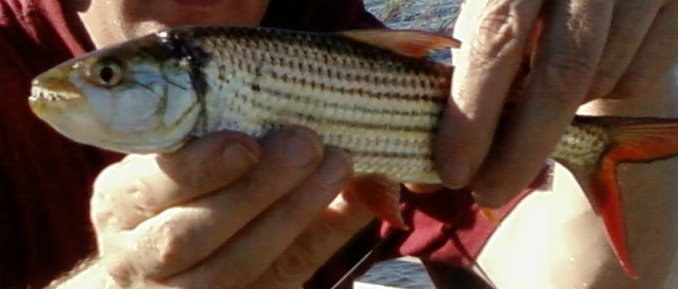
Hydrocynus vittatus